# Визначник Вандермонда
Визна́чником Вандермонда називається визначник:
{\displaystyle {\begin{vmatrix}1&x_{1}&\ldots &x_{1}^{n-1}\\1&x_{2}&\ldots &x_{2}^{n-1}\\\ldots &\ldots &\ldots &\ldots \\1&x_{n}&\ldots &x_{n}^{n-1}\\\end{vmatrix}}=\prod _{1\leq j<i\leq n}\!(x_{i}-x_{j})}.
Він дорівнює нулю тоді і тільки тоді, коли існує хоч одна пара {\displaystyle \left(x_{i},x_{j}\right)} така, що {\displaystyle x_{i}=x_{j},i\neq j}.